# Tomba di Gesù

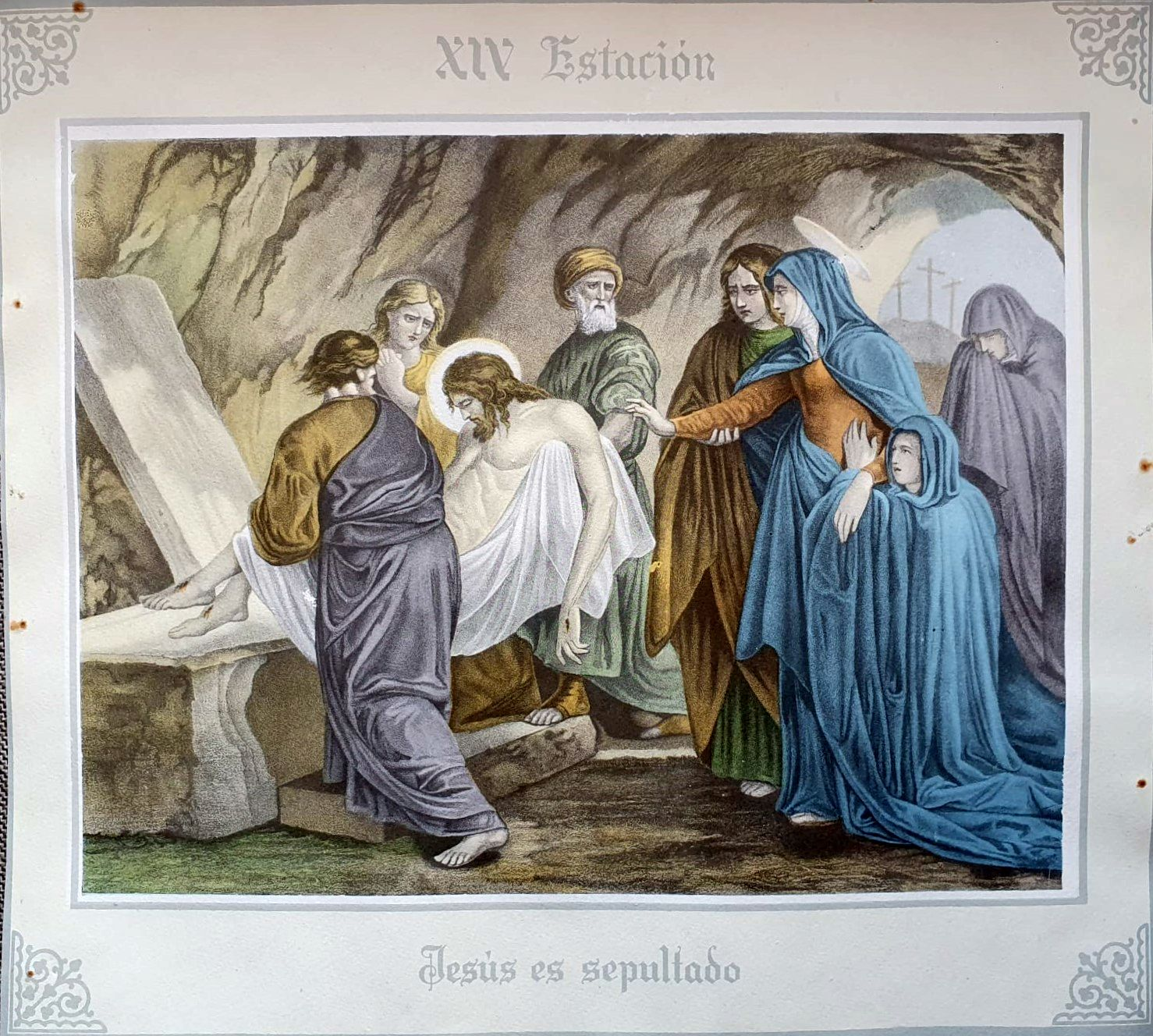
Gesù è deposto nel sepolcro e coperto di incenso. Stazione 14 del Calvario della Chiesa di Nostra Signora dell'Assunzione (Villamelendro de Valdavia).

Secondo i racconti evangelici, Gesù fu sepolto in una tomba che apparteneva originariamente a Giuseppe di Arimatea, un uomo ricco che, credendo che Gesù fosse il Messia, offrì il proprio sepolcro per la sepoltura di Gesù. Tra i possibili luoghi in cui si trova la tomba di Gesù ci sono la Chiesa del Santo Sepolcro e la Tomba del Giardino.

## Chiesa del Santo Sepolcro

Uno schema della chiesa moderna che mostra il sito tradizionale del Calvario e della Tomba di Gesù.

La Chiesa del Santo Sepolcro è situata nel Quartiere Cristiano della Città Vecchia di Gerusalemme. Contiene, secondo tradizioni risalenti al IV secolo, i due luoghi più sacri del cristianesimo: il luogo in cui Gesù fu crocifisso,  noto come Calvario (o Golgota), e la tomba vuota di Gesù, dove i cristiani credono che sia stato sepolto e sia risorto.
Il rivestimento in marmo che proteggeva la lastra di calcare originale sulla quale si pensava che Gesù fosse stato deposto da Giuseppe di Arimatea è stato temporaneamente rimosso per restauro e pulizia il 26 ottobre 2016. Questo è solo una delle diverse argomentazioni a sostegno dell'identificazione della tomba di Gesù in questo luogo.

## Nei Vangeli Apocrifi
Nel testo apocrifo noto come Vangelo di Pietro, la tomba di Gesù viene chiamata "giardino di Giuseppe".

## Altre ubicazioni

### La Tomba del Giardino

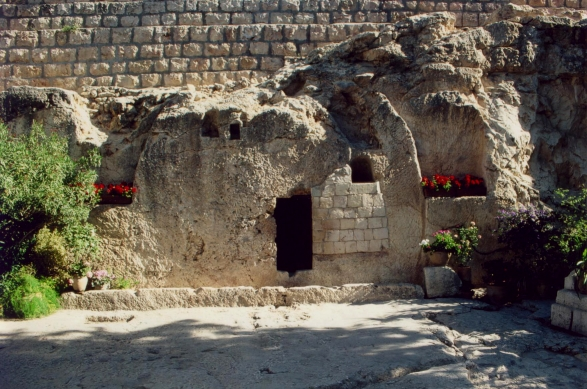
La Tomba del Giardino a Gerusalemme.

La Tomba del Giardino è una tomba scavata nella roccia a Gerusalemme, portata alla luce nel 1867 e considerata da alcuni protestanti la tomba di Gesù. La tomba è stata datata dall'archeologo israeliano Gabriel Barkay tra l'VIII e il VII secolo a.C. e si trova fuori dalle mura storiche della città, vicino alla collina del Gòlgota.

### Tomba di Talpiot
La Tomba di Talpiot (o Tomba di Talpiyot) è una tomba scavata nella roccia scoperta nel 1980 nel quartiere di Talpiot Est, cinque chilometri a sud della Città Vecchia di Gerusalemme Est . Conteneva dieci ossari, sei dei quali presentavano epigrafi, tra cui uno interpretato come "Yeshua bar Yehosef " ("Jeshua, figlio di Giuseppe"), sebbene l'iscrizione sia parzialmente illeggibile e la sua traduzione e interpretazione siano ampiamente dibattute. La maggior parte degli studiosi ritiene che il Gesù di Talpiot (se questo è realmente il suo nome) non sia Gesù di Nazareth, ma una persona con lo stesso nome. Si ritiene che quest'uomo avesse un figlio di nome Giuda (sepolto accanto a lui). La tomba mostra segni di appartenenza a una ricca famiglia giudea, mentre Gesù proveniva da una famiglia galileiana di bassa classe.

### Rosa Bal

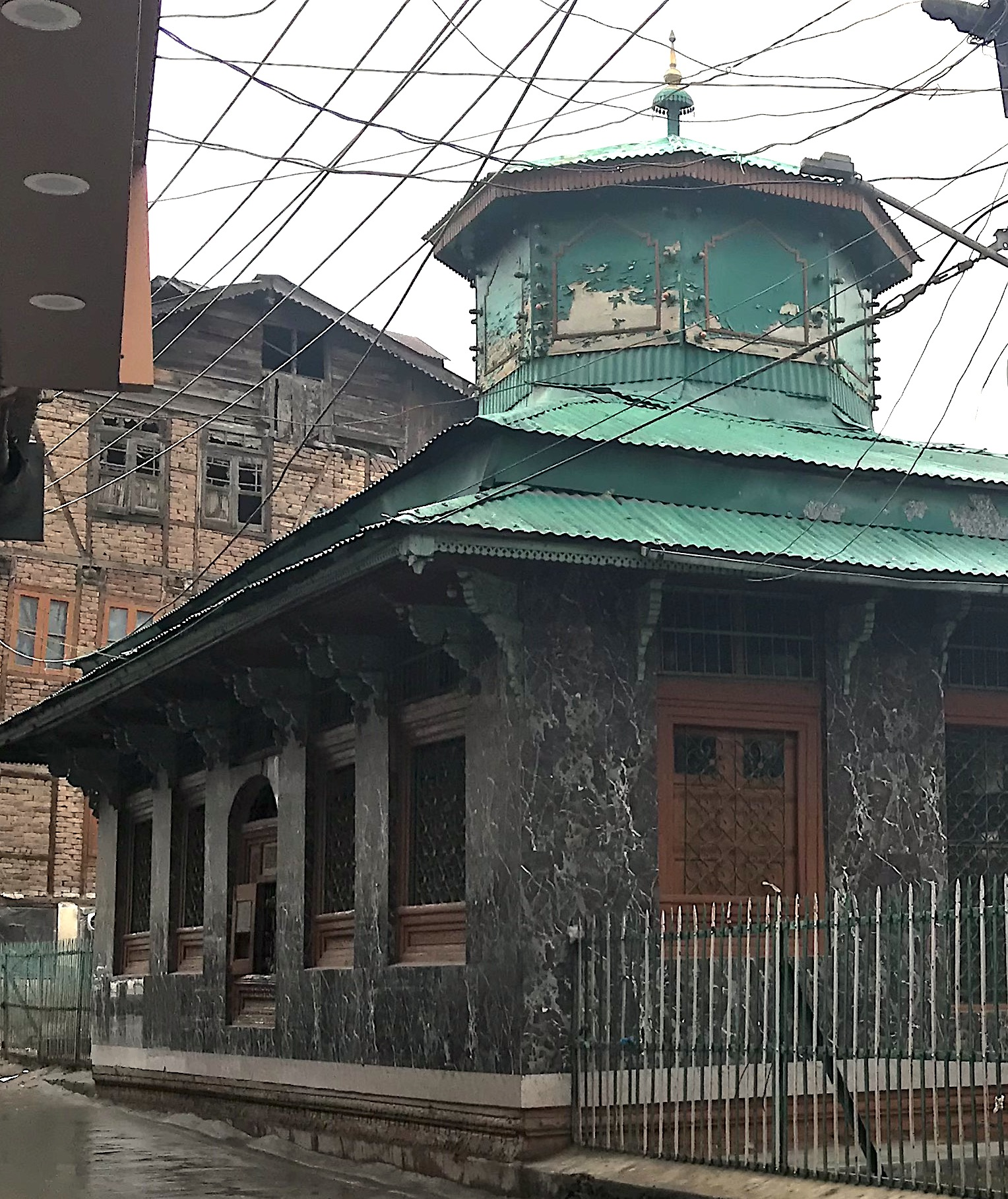
Santuario di Roza Bal a Srinagar, Kashmir.

Il santuario di Roza Bal è situato nel quartiere Khanyar, nel centro di Srinagar, nel Kashmir. La parola roza significa tomba, mentre bal significa luogo. Gli abitanti locali credono che qui sia sepolto un saggio, Yuzasaf (in alternativa Yuz Asaf o Youza Asouph), insieme ad un altro santo musulmano, Mir Sayyid Naseeruddin.
Il santuario era relativamente sconosciuto fino a quando il fondatore del movimento Ahmadiyya, Mirza Ghulam Ahmad, affermò nel 1899 che in realtà si trattava della tomba di Gesù.  Questa visione è sostenuta oggi dagli Ahmadi, sebbene sia respinta dai custodi sunniti locali del santuario, uno dei quali ha dichiarato: "La teoria secondo cui Gesù è sepolto in qualsiasi luogo sulla faccia della Terra è blasfema per l'Islam". 

### Kirisuto no haka

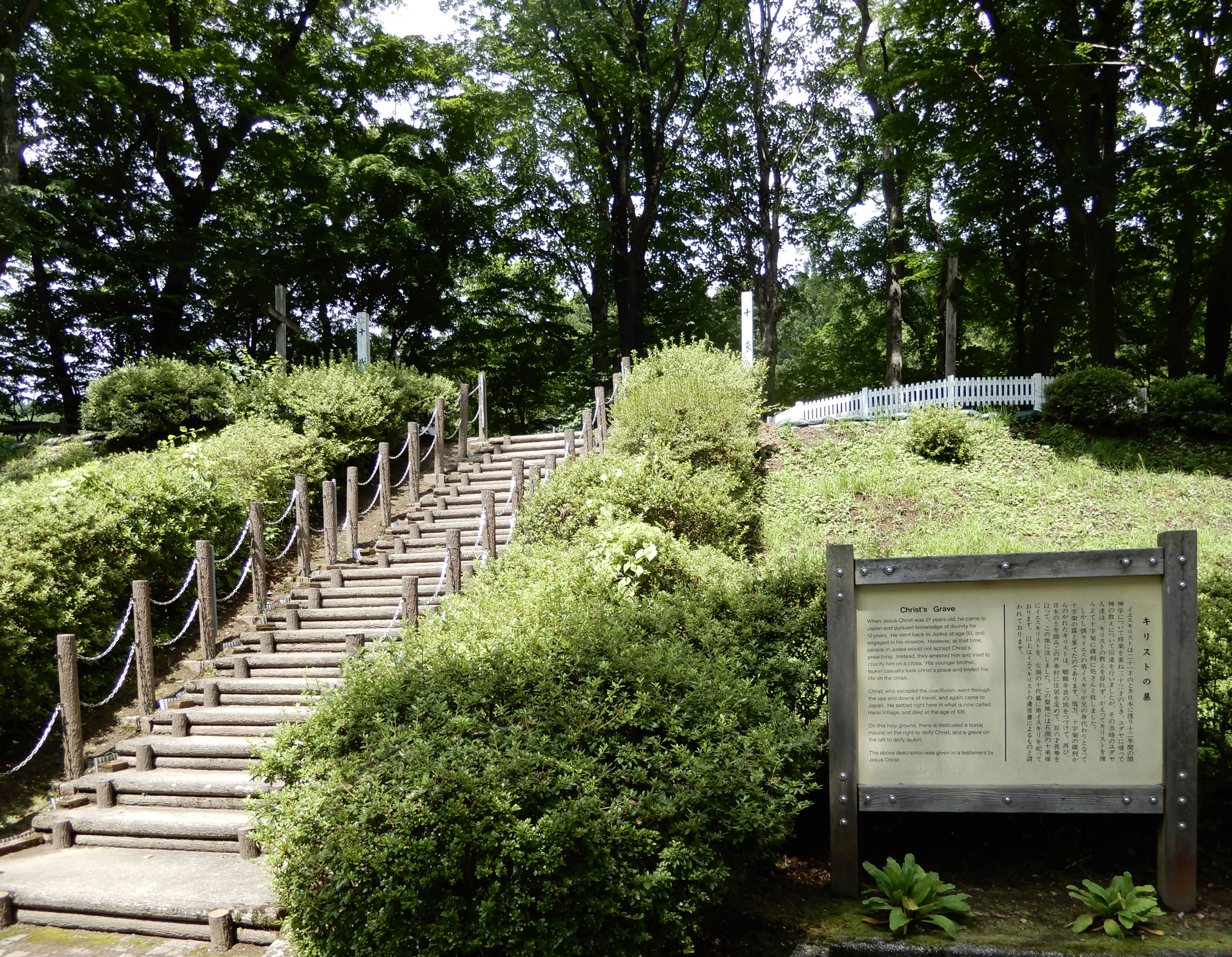
Presunta tomba di Gesù nel villaggio di Shingo.

Il villaggio di Shingō, in Giappone, ospita un altro luogo che si presume essere l'ultima dimora di Gesù, la cosiddetta "Tomba di Gesù" (Kirisuto no haka ), e la residenza dei suoi ultimi discendenti, la famiglia di Sajiro Sawaguchi. Secondo le affermazioni della famiglia Sawaguchi, Gesù Cristo non morì sulla croce sul Golgota. Al suo posto sulla croce prese il fratello Isukiri,  mentre Gesù fuggì attraverso la Siberia nella provincia di Mutsu, nel nord del Giappone. Giunto in Giappone, cambiò il suo nome in Torai Tora Daitenku, divenne un coltivatore di riso, sposò una ventenne giapponese di nome Miyuko e crebbe tre figlie nei pressi di quella che oggi è Shingō. Si sostiene che durante il suo soggiorno in Giappone viaggiò, studiò e infine morì all'età di 106 anni. Il suo corpo rimase esposto sulla cima di una collina per quattro anni. Secondo le usanze del tempo, le ossa di Gesù vennero raccolte, raggruppate e sepolte nel tumulo che si suppone fosse la tomba di Gesù Cristo.